# Astragalus micropterus
Astragalus micropterus är en ärtväxtart som beskrevs av Fisch.. Astragalus micropterus ingår i släktet vedlar, och familjen ärtväxter. Inga underarter finns listade i Catalogue of Life.